# TT319

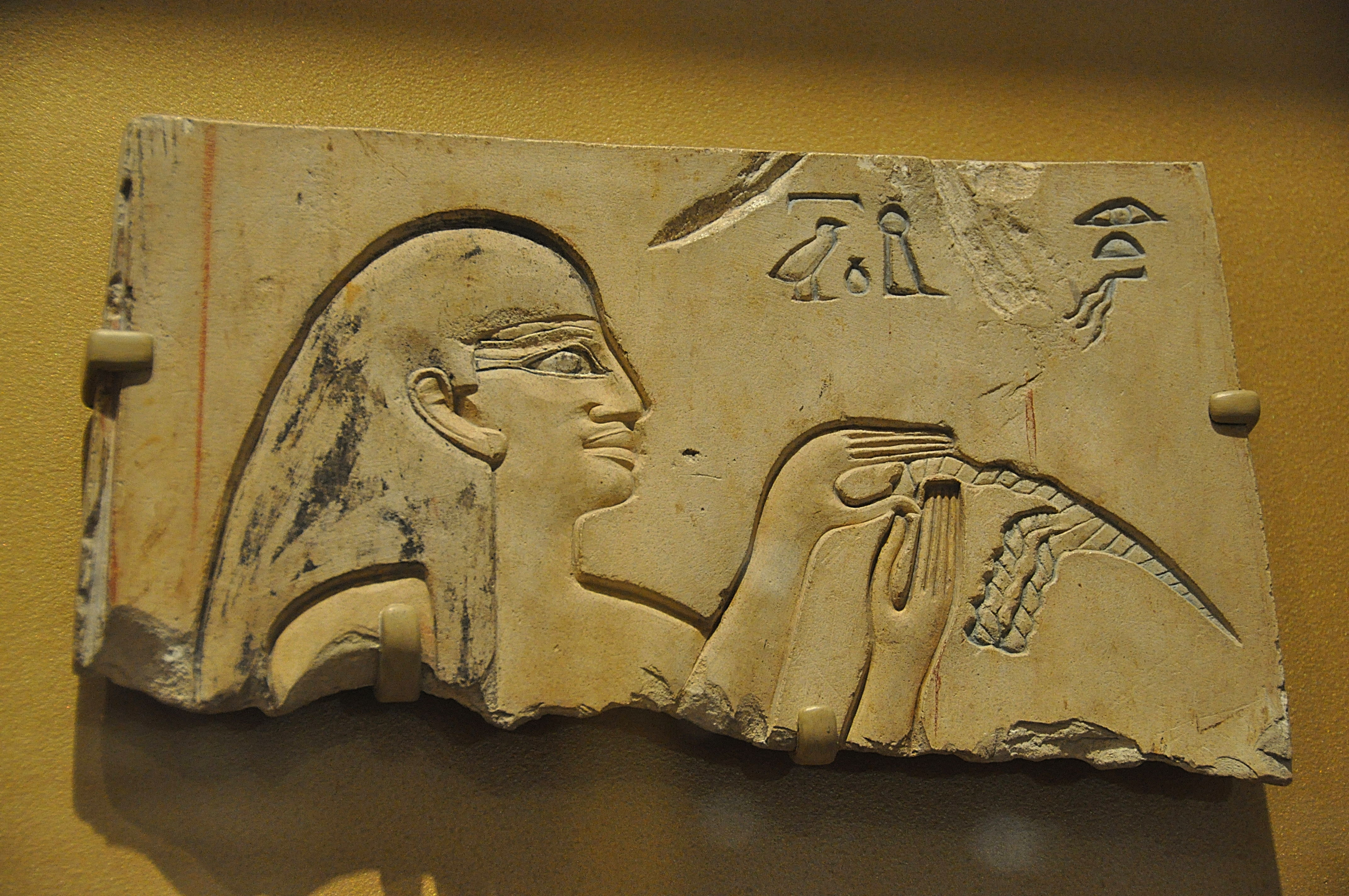
Relieffragment aus der Grabkapelle

TT319 (Theban Tomb 319) ist die moderne Bezeichnung der Grabanlage der „Königsgemahlin“ Neferu in Theben-West, die sich unter dem Totentempel der Hatschepsut in Deir el-Bahari befindet. Neferu war eine Gemahlin von Mentuhotep II.

## Details
Die Grabanlage besteht aus zwei Teilen. Es gibt eine in den Fels gehauene Grabkapelle für den Kult der Toten und die unterirdische, theoretisch für ewig verschlossene Grabkammer. Die Grabkapelle bestand aus einer breiten Fassade, die an beiden Seiten von kurzen Mauern gerahmt war. Von hier führte ein Gang in die eigentliche Grabkapelle. Der Gang und die Kapelle waren einst mit Kalkstein verkleidet, der wiederum mit Reliefs dekoriert war. Diese Dekoration ist jedoch schon im Altertum abgetragen worden. Von den einstigen Szenen sind daher nur noch Bruchstücke erhalten.
Von dieser Kapelle führt ein Gang in die Grabkammer. Auch diese ist mit Kalksteinblöcken verkleidet, die jedoch erhalten geblieben sind. Die Wände sind vor allem mit religiösen Texten und Gerätefriesen dekoriert. In der Grabkammer steht auch der Sarkophag der Neferu.

## Geschichte
Das Grab wurde noch im Neuen Reich häufig besucht und wegen seiner Dekoration bewundert. Als Hatschepsut ihren Totentempel erbauen ließ, verschwand das Grab unter der ersten Terrasse. Es wurde jedoch ein seitlicher Eingang errichtet, durch den das Grab weiterhin begehbar blieb.
Die Grabanlage wurde von 1924 bis 1925 von dem Team unter Herbert E. Winlock vollkommen freigelegt. Eine Grabungspublikation erschien bisher nicht. Die Relieffragmente der Kultkapelle befinden sich in verschiedenen Museen der Welt.